# Nepřítel (Star Trek: Nová generace)
Nepřítel (v anglickém originále The Enemy) je v pořadí sedmá epizoda třetí sezóny seriálu Star Trek: Nová generace.
Šéfinženýr USS Enterprise D Geordi La Forge v této epizodě uvízne společně s jedním Romulanem na planetě s nevyhovujícími životními podmínkami. Aby přežili, jsou tito dva protivníci nuceni spolupracovat. Mezitím se na palubě Enterprise Worf dostává do konfliktu se svými povinnostmi důstojníka Hvězdné flotily a svými předsudky vůči Romulanům.

## Příběh
USS Enterprise D zachytí nouzové volání vycházející z planety, na které panují mimořádně nepříznivé podmínky. William Riker, Worf a Geordi La Forge se tam transportují. Worf zjišťuje, že z důvodu elektromagnetického rušení jim nefungují komunikátory a trikordéry mají dosah jen 5 metrů. Naleznou ztroskotanou romulanskou loď a zraněného Romulana. Mezitím La Forge během průzkumu spadne do nějaké díry či prohlubně. Když se Riker a Worf spolu s Romulanem dostaví na návratové souřadnice, La Forge tam nenajdou.
La Forge využije svůj phaser, aby se dostal ven. To už jsou ale ostatní z výsadku dávno na Enterprise.
Na ošetřovně se doktorka Crusherová snaží Romulana léčit, přičemž zjistí, že potřebuje transplantaci ribozomů. Kapitán Picard přemýšlí, jak dostat Geordiho La Forge zpět. Wesley navrhne poslat na planetu sondu schopnou vysílat neutrina, které dokáže La Forge vidět svým vizorem (zařízení umožňující slepému vidět, někdy i lépe, než vidícím).
Dat zachytí vysílání romulanského komandéra Tomalaka, který odpovídá na původní tísňové volání a oznamuje svým druhům, že právě vstupuje do neutrální zóny oddělující území Federace a Romulanského impéria. Picard odpoví na jeho volání. Tomalak očekává, že se s ním setká na federačním okraji neutrální zóny. Na ošetřovně zatím zraněný Romulan nereaguje na léčbu.
La Forge spatří signál z neutrin, avšak je postřelen druhým Romulanem, kterého předtím neobjevili. Když se probere, zjistí, že mu stále Romulan hrozí disruptorem.
Doktorka Crusherová řekne Worfovi, že je jediná osoba na lodi, který má kompatibilní ribozomy pro Romulana, ale ten mu je odmítá dát, přestože mu doktorka říká, že v tom případě Romulan zemře. Worf odpoví: „Tak tedy zemře.“
Zpět na planetě se druhý Romulan představí jako Bochra. La Forge začne mít problémy s vizorem, protože okolní prostředí na něj má škodlivý vliv.
Picard obdrží volání od Tomalaka, který se ptá, proč Enterprise nečeká na okraji neutrální zóny. Ten mu odpoví, že se mu dosud nepodařilo dostat z planety všechny své lidi.
La Forgeův vizor mezitím přestane už úplně pracovat a není již schopen vést je oba k neutroniovému majáku.
Tomalakův válečný pták, jak se třída těchto lodí nazývá, vstoupí do prostoru Federace. Picard přikáže přejít na červený poplach. Worf se konečně uvolí, že dá zraněnému Romulanovi, co potřebuje. Ale ten řekne, že by raději zemřel, než aby byl „zneuctěn klingonskou špínou.“
La Forge a Bochra jsou nuceni spolupracovat. Bochra navrhne, aby propojili vizor s trikordérem. La Forge odpoví, že tyto dva nástroje nepoužívají tentýž komunikační protokol, aby mohly spolupracovat. Ale zjistí, že Romulanova myšlenka má něco do sebe. Protože bez vizoru nic nevidí, není schopen tuto práci udělat sám, ale Bochra mu asistuje.
Picard si zavolá Worfa a řekne mu, že romulanský důstojník je cennější živý, než mrtvý. Naléhavě jej žádá, aby se k transfúzi uvolil, ale ten stále jen odmítá. Pacient nakonec zemře.
Bochra dokončí modifikace vizoru a trikordéru. Jedná se o vůbec první romulanskou a federační spolupráci.
Tomalakův válečný pták dorazí a požaduje navrácení svého důstojníka. Picard odpoví, že je mrtvý. Tomalak se chce kvůli tomu s Enterprise bít a začne se připravovat na bitvu, když tu La Forge s Bochrou dorazí k neutrinovému majáku a dají o sobě vědět změnou proudu neutrin a Dat je zachytí. Picard znovu volá Tomalaka, že detekují na planetě druhého Romulana a že hodlá sklopit štíty, aby je mohl transportovat na palubu. Miles O'Brien je přenese přímo na můstek.
Tento risk se Picardovi vyplatí a Tomalak mu přestane hrozit svými zbraněmi. Bochra je vrácen svým lidem a Enterprise eskortuje romulanskou loď zpět do neutrální zóny.